# Dieter Nerius
Dieter Nerius (* 5. April 1935 in Dramburg) ist ein deutscher Germanist, der als Mitglied der Rechtschreibkommission an der Rechtschreibreform 1996 beteiligt war.

## Leben
Sein Abitur legte Nerius 1954 in Schwerin ab. Anschließend studierte er bis 1959 Germanistik und Klassische Philologie, speziell Latinistik, an der Humboldt-Universität Berlin, wo er mit der Arbeit „Untersuchungen zur Herausbildung einer nationalen Norm der deutschen Literatursprache in der zweiten Hälfte des 18. Jahrhunderts. Darstellung am Beispiel der Substantivflexion“ zum Doktor der Philosophie promoviert wurde. 1973 habilitierte er sich an der Universität Rostock mit der Arbeit „Untersuchungen zu einer Reform der deutschen Orthographie“ zum Doktor der Philosophiewissenschaften („Dr. sc. phil.“). Von 1975 bis 1992 war er Professor für Deutsche Sprache der Gegenwart und von 1992 bis 2001 Professor für Germanistische Sprachwissenschaft an der Universität Rostock. Gastprofessuren führten ihn von 1966 bis 1968 an die Universität Warschau, im Sommersemester 1990 an die Universität Kiel, im Sommersemester 1991 an die Universität Hamburg und von 2003 bis 2004 an die Universität Wien.
Während der Jahre 1975 bis 1990 leitete Nerius die „Forschungsgruppe Orthographie“ der Akademie der Wissenschaften der DDR und der Universität Rostock. 1992 wurde er in die Kommission für Rechtschreibfragen am Institut für Deutsche Sprache in Mannheim aufgenommen, bis 1997 wirkte er dort als stellvertretender Vorsitzender. Von 1997 bis 2004 war er Mitglied der „Zwischenstaatlichen Kommission für Deutsche Rechtschreibung“, die mit der Umsetzung der Orthographiereform von 1996 beauftragt war.

## Werke
- Untersuchungen zu einer Reform der deutschen Orthographie. Akademie-Verlag, Berlin 1975.
- Hrsg. mit Jürgen Scharnhorst: Theoretische Probleme der deutschen Orthographie. Akademie-Verlag, Berlin 1980 (= Sprache und Gesellschaft. 16).[4]
- Hrsg. mit Karl-Ernst Sommerfeldt und Günter Starke: Einführung in die Grammatik und Orthographie der deutschen Gegenwartssprache. Bibliographisches Institut, Leipzig 1981.
- Hrsg.: Deutsche Orthographie. Bibliographisches Institut, Leipzig 1987, 4. Aufl. Olms, Hildesheim 2007.[5]
- mit R. Bergmann: Die Entwicklung der Großschreibung im Deutschen von 1500 bis 1700. 2 Bde. Winter, Heidelberg 1998.